# Parhypochthonius asiaticus
Parhypochthonius asiaticus är en kvalsterart som beskrevs av Sandór Mahunka 1997. Parhypochthonius asiaticus ingår i släktet Parhypochthonius och familjen Parhypochthoniidae. Inga underarter finns listade i Catalogue of Life.